# Герб Красночетайского муниципального округа
Герб Красночетайского муниципального округа — один из символов Красночетайского муниципального округа Чувашской Республики, представляющий собой окаймленный вырезанный щит. 
Утверждён 20 ноября 2008 года Решением Собрания депутатов Красночетайского района (№ 18). Автор герба — В. Шипунов.

## Описание герба
В червленом поле на узкой лазоревой оконечности золотой вздыбленный крылатый конь, обузданный золотою же уздою, коего сдерживает за уздечку серебряный чувашский воин-батыр с червлеными волосами, обращенный вправо, стоящий на оконечности поверх коня. В вольной части - законодательно установленная символика Чувашской Республики.

## Обоснование символики
В основу герба легли не только исторические, природно-географические особенности района, но и бытующая среди населения красивая легенда, образно и красноречиво связывающая современную жизнь с глубоким прошлым, с древней историей чувашского народа. 

Во времена появления на свете предков чувашей Тура (верховный бог) первым из животных создал крылатого коня Силсунат. От него произошли все лошади, среди которых нередко и сейчас-де встречаются особи с невидимыми крыльями. Созданный всевышним первый крылатый конь вывел первопредков чувашей из лесных дебрей на степные просторы и привел на плодородные земли, удобные для хлебопашества.
Чуваши унаследовали от своих предков — волжских болгар — давние традиции и навыки ухода за животными.

Конь с давних пор был одним из главных показателей материального достатка и престижа, и даже выступал в качестве залога в клятвенных обещаниях. Протянув руку над конём, хозяин в случае ложной клятвы рисковал потерять его.

Конь самое благородное животное, встречаемое в гербах. Это символ мужества, верности и отваги, любви и преданности к Родине. В гербе района в красном поле восстающий золотой крылатый конь в золотой узде и фигура серебряного всадника, держащего его за узду. Композиция герба символизирует единение разума человека и мощи природных сил, а также предание об основателе села Четае, пришедшего от берегов Волги со своим семейством к сурскому лесу вслед за лошадью. Крылья коня изображены в виде листьев дуба. Дуб — символ силы и вечной жизни.

Таким образом, в основу герба положена идея прославления родной земли, отваги, мужества и трудолюбие народа, проживающего в этом крае.

## История
Районным Собранием депутатов от 18 октября1998 года был утвержден герб Крсночетайского района, автором которого является заслуженный художник Чувашии, уроженец района Анатолий Данилов.

### Описание герба
Герб стилистически выдержан, состоит из сочетания красного, желтого, голубого и зеленого цветов, органично связанных с изображениями знаков государственной символики Чувашской Республики и Российской Федерации. Основной красный цвет в середине герба символизирует образ административного деления республики и подчеркивает конкретное название Красночетайского района. На фоне этого пятна находится условное изображение зеленого дубового листа с желтой окантовкой, что характеризует обилие лесов в районе, в частности, дубов. Внутри дубового листа изображен желтый колос — символ хлеба. В основании герба лежит голубое пятно с условным изображением реки Сура. На фоне голубого цвета — 1927 — год основания района. В верхней части герба на желтом фоне рубленным шрифтом красного цвета написано название района на чувашском языке «ХĔРЛĔ ЧУТАЙ». Гарнитура шрифта соответствует стилистике чувашского геометрического орнамента. Шрифт снизу подчеркнут тонкой линией красного цвета, которая, замыкаясь в середине, образует условное изображение эмблемы «Древо жизни». Похожие два элемента символы солнца находятся в верхних углах основного красного пятна. Композицию герба завершает обрамляющая полоса зеленого цвета, которая создает стилистическое единство геральдического знака.

## См.также
- Флаг Красночетайского района
- Герб Чувашской Республики